# Гылыбово (Благоевградская область)
Гылыбово (болг. Гълъбово) — село в Благоевградской области Болгарии. Входит в состав общины Белица. Находится примерно в 8 км к востоку от центра города Белица и примерно в 47 км к востоку от центра города Благоевград. По данным переписи населения 2011 года, в селе  проживало 58 человек.

## Население
| Год     | 1956 | 1965 | 1975 | 1985 | 1992 | 2001 | 2011 |
| ------- | ---- | ---- | ---- | ---- | ---- | ---- | ---- |
| Жителей | 313  | 343  | 348  | 330  | 175  | 100  | 58   |

| Национальность  | Человек | Процент |
| --------------- | ------- | ------- |
| болгары         | 12      | 23,53%  |
| турки           | 6       | 11,76%  |
| цыгане          | 0       | 0%      |
| другие          | 3       | 5,88%   |
| не определились | 30      | 58,82%  |
| Всего ответов   | 51      |         |

|  |